# Володарский, Эдуард Яковлевич
Эдуа́рд Я́ковлевич Волода́рский (3 февраля 1941, Харьков, СССР — 8 октября 2012, Москва, Россия) — советский и российский киносценарист, драматург и прозаик, заслуженный деятель искусств РСФСР (1987). Лауреат Государственной премии РСФСР имени братьев Васильевых (1986) и Государственной премии СССР (1988).

## Биография
Эдуард Володарский родился 3 февраля 1941 года в Харькове. Его родители к тому времени только закончили техникум.
Отец — Яков Исаакович Володарский (1916 — не ранее 1985), уроженец Харькова, еврей, кавалер двух орденов Красной Звезды, радиотелеграфист, старшина. Дед и бабушка по отцовской линии — елисаветградский мещанин Исаак Янкелевич Володарский и Тауба Ушеровна Володарская.
Мать — Мария Яковлевна Бригова, русская, из орловских крестьян. С началом войны была эвакуирована вместе с сыном в Актюбинск, где служила оперуполномоченной районного НКВД, «гонялась за дезертирами». В 1944 году вернулись в Харьков; там же мать вышла замуж за подполковника НКВД, с которым у Эдуарда так и не сложились отношения.
В 1947 году отчима перевели в Москву, где семью поселили в районе Замоскворечья. Эдуарда крестили в храме на Ордынке под именем Фёдор. Несколько лет он провёл в деревне у тётки, затем вернулся в Москву. Ещё в школе начал писать стихи и рассказы. Всё свободное время он проводил на улице с хулиганами, несколько месяцев отсидел в тюрьме (этот период жизни впоследствии лёг в основу во многом автобиографичного сценария «Прощай, шпана замоскворецкая…»).
После неудачной попытки поступления на Геологический факультет МГУ уехал на Север в составе геологоразведочной экспедиции. Несколько лет работал буровиком в Приполярном Урале, на Ямале, в Салехарде. В то же время продолжал безуспешно рассылать рассказы по издательствам, пока однажды не решил отправить работы на творческий конкурс, объявленный Всесоюзным государственным институтом кинематографии. Вскоре он получил приглашение и в 1962 году сдал вступительные экзамены, однако спустя полтора года был отчислен за драку с дружинниками в ресторане.
Впоследствии ему удалось восстановиться, и в 1968 году Володарский окончил сценарный факультет ВГИКа, курс Евгения Габриловича. Дебютировал фильмом «Шестое лето» (1967), за которым последовал «Белый взрыв» (1969). В 1974 году Никита Михалков снял картину «Свой среди чужих, чужой среди своих» по мотивам повести «Красное золото», написанной совместно с Володарским (он также выступил автором сценария).
Сценарий «Проверки на дорогах» он писал с расчётом на Владимира Высоцкого, своего друга и соавтора по ряду работ, однако режиссёр Алексей Герман категорически воспротивился его кандидатуре. Несмотря на хорошие отзывы таких влиятельных людей, как Константин Симонов и Георгий Товстоногов, Михаил Суслов назвал картину «антисоветской», и она 15 лет провела на «полке». Аналогичная судьба постигла фильмы «Вторая попытка Виктора Крохина» и «Мой друг Иван Лапшин», вышедшие на экраны лишь с началом Перестройки.
Во время творческого простоя Володарский переделал один из своих ранних сценариев «Долги наши» в пьесу, поставленную во МХАТе Олегом Ефремовым, где она с успехом шла на протяжении 10 лет. Не меньшим успехом пользовалась также «Уходя, оглянись», и другие работы (всего одиннадцать). По словам Володарского, его пьесы шли по всему Советскому Союзу, и в 1970-е годы он зарабатывал порядка 4000 рублей в месяц, «но мы с Володькой умудрялись всё пропивать».
С конца 1980-х активно занимался писательской деятельностью. Среди его произведений — «Русская», «У каждого своя война», «Дневник самоубийцы», «Охотник за черепами». Также автор биографических повестей о Фёдоре Достоевском, Вольфе Мессинге, Петре Столыпине и других исторических личностях, многие из которых впоследствии были экранизированы.
В августе 2002 года написал открытое письмо режиссёру Алексею Герману опубликованное в газете «Московский комсомолец».
Читал курс лекций «Мастерство кинодраматурга» на Высших курсах сценаристов и режиссёров.
Член Союза писателей СССР (1976) и Союза кинематографистов России.
Скончался на 72-м году жизни 8 октября 2012 года в Москве. Похоронен 11 октября на Ваганьковском кладбище.

#### Личная жизнь
Более 40 лет был женат на Фариде Абдурахмановне Володарской (в девичестве Тагировой), с которой познакомился во время учёбы. Детей у супругов не было.

## Сочинения

### Драматургия
- Беги, беги, вечерняя заря!
- Долги наши: Пьеса. — Л.: Искусство, 1975. — 5 000 экз.
- За давностью лет…: Пьеса. — М., 1975. (по мотивам произведений Василя Быкова)
- Западня: Пьеса в 2-х актах. — М., 1976.
- Звёзды для лейтенанта: Пьесы. — М.: Советский писатель, 1981. — 328 с. — 30 000 экз.
- На окраине.
- Ответственность: Двухактная пьеса. — М.: ВААП-Информ, 1985. — 78 л. — 220 экз.
- Птицы белые и чёрные. Киносценарии. — М.: Искусство, 1988. — 25 000 экз.
- Пьесы. — М.: Советский писатель, 1989. — 10 000 экз.
- Самая счастливая: Пьеса. — М., 1974.
- Сержант, мой выстрел первый: Театральная повесть в 2-х актах. — М., 1979.
- Уходя, оглянись: Пьеса. — М., 1975.

### Проза
- Володарский Э. Я. Венские каникулы: Киноповесть. — М.: В/О «Союзинформкино», 1989. — 127 с. — 500 000 экз. — ISBN 5-87592-015-7.
- Володарский Э. Я. Василий Сталин — сын вождя. — М.: ПРОЗАиК, 2012. — 320 с. — 5 000 экз. — ISBN 978-5-91631-173-0.
- Володарский Э. Я. Василий Сталин — сын вождя. — М.: ПРОЗАиК, 2013. — 320 с. — 7 000 экз. — ISBN 978-5-91631-185-3.
- Володарский Э. Я. Вольф Мессинг: Видевший сквозь время. — СПб.: Амфора, 2007. — 558 с. — 7000 экз. — ISBN 978-5-367-00489-2.
  - . — СПб.: Амфора, 2008. — 558 с. — 5000 экз. — ISBN 978-5-367-00489-2.
  - . — СПб.: Амфора, 2010. — 510 с. — (Современные и классические бестселлеры). — 16 025 экз. — ISBN 978-5-699-37227-0.
  - . — СПб.: Амфора, 2011. — 510 с. — (Коллекция мировой литературы). — 9050 экз. — ISBN 978-5-367-01996-4.
- Володарский Э. Я. Дневник самоубийцы. — М.: Вагриус, 1998. — 333 с. — 6000 экз. — ISBN 5-7027-0563-7.
  - . — М.: Вагриус, 2001. — 334 с. — 5000 экз. — ISBN 5-264-00434-X.
  - . — М.: Вагриус, 2005. — 365 с. — 5000 экз. — ISBN 5-9697-0079-7.
- Володарский Э. Я. Капкан : детектив без детектива. — М.: Вагриус, 2006. — 366 с. — 4000 экз. — ISBN 5-9697-0169-6.
  - . — М.: Вагриус, 2007. — 366 с. — 10 000 экз. — ISBN 978-5-9697-0516-6.
  - . — М.: Вагриус, 2008. — 366 с. — 5000 экз. — ISBN 978-5-9697-0569-2.
- Володарский Э. Я. Охотник за черепами. — М.: Вагриус, 2001. — 414 с. — 5000 экз. — ISBN 5-264-00461-7.
- Володарский Э. Я. Пятый ангел. — М.: Эксмо, 2005. — 395 с. — 4100 экз. — ISBN 5-699-08091-0.
- Володарский Э. Я. Русская, или Преступление без наказания. — М.: Фора-фильм, 1995. — 526 с. — 50 000 экз. — ISBN 5-87592-015-7.
- Володарский Э. Я. Столыпин: Невыученные уроки: Жизнь и смерть Великого реформатора, творившего историю России. — СПб.: Амфора, 2006. — 557 с. — (Смотрим фильм — читаем книгу). — 10 000 экз. — ISBN 5-367-00204-8.
  - . — СПб.: Амфора, 2007. — 557 с. — 5000 экз. — ISBN 978-5-367-00558-5.
- Володарский Э. Я. Страсти по Чапаю. — СПб.: Амфора, 2007. — 494 с. — ISBN 978-5-367-00424-3.
- Володарский Э. Я. Террористка Иванова. — М.: ПРОЗАиК, 2009. — 301 с. — 10 000 экз. — ISBN 978-5-91631-051-1.
- Володарский Э. Я. У каждого своя война. — М.: Эксмо, 1996. — 502 с. — (Русский бестселлер). — 25 000 экз.
  - . — М.: Вагриус, 2005. — 478 с. — 10 000 экз.
- Володарский Э. Я. Штрафбат. — М.: Вагриус, 2004. — 381 с. — 10 000 экз. — ISBN 5-475-00043-3.
- Володарский Э. Я. Штрафбат. — М.: Амфора, 2010. — 444 с. — (Современные и классические бестселлеры). — 30 039 экз. — ISBN 978-5-699-37227-0, 978-5-367-01321.
- Володарский Э. Я. Штрафбат. — 2014. — 384 с. — (Клуб семейного досуга). — 10 000 экз. — ISBN 978-5-9910-2674-1.
- Володарский Э. Я. Чубчик кучерявый: Повесть о Петре Лещенко. — М.: ПРОЗАиК, 2015. — 288 с. — 3 000 экз. — ISBN 978-5-91631-226-3.
- Володарский Э. Я., Михалков Н. С. Свой среди чужих, чужой среди своих. — М.: Воениздат, 1979. — 118 с. — (Военные приключения). — 100 000 экз.
  - Володарский Э. Я., Михалков Н. С. Свой среди чужих, чужой среди своих // Повести. — М.: АСТ-Пресс, 1994. — 444 с. — (Авантюрные киноповести с головокружительной интригой). — 25 000 экз. — ISBN 5-214-00085-5.

## Фильмография
Написал сценарии (некоторые в соавторстве):
1. 1967 — Возвращение (короткометражный)
2. 1967 — Шестое лето (короткометражный)
3. 1969 — Белый взрыв
4. 1970 — Риск
5. 1970 — Дорога домой
6. 1971 — Проверка на дорогах
7. 1971 — И был вечер, и было утро…
8. 1971 — Антрацит
9. 1971 — Горизонты
10. 1973 — Мосты
11. 1974 — Гнев
12. 1974 — Свой среди чужих, чужой среди своих
13. 1977 — Долги наши
14. 1977 — Вторая попытка Виктора Крохина
15. 1977 — Ненависть
16. 1977 — Убит при исполнении
17. 1978 — Чужая
18. 1978 — Емельян Пугачёв
19. 1978 — Красные дипкурьеры
20. 1979 — Забудьте слово «смерть»
21. 1980 — Дым отечества
22. 1980 — Люди в океане
23. 1980 — Молодость, выпуск 4-й (киноальманах). Новелла Что можно Кузенкову?
24. 1981 — Уходя, оглянись (ТВ)
25. 1982 — Тем, кто остаётся жить
26. 1983 — Демидовы
27. 1983 — Оглянись!..
28. 1983 — Расставания
29. 1984 — Без права на провал
30. 1984 — Мой друг Иван Лапшин
31. 1984 — Восемь дней надежды
32. 1985 — Вина лейтенанта Некрасова
33. 1985 — Контракт века
34. 1986 — Соучастие в убийстве
35. 1986 — Воительница
36. 1987 — Апелляция
37. 1987 — Шантажист
38. 1987 — Странник
39. 1987 — Прощай, шпана замоскворецкая…
40. 1987 — Про любовь, дружбу и судьбу
41. 1987 — Отряд специального назначения
42. 1987 — Моонзунд
43. 1989 — Стеклянный лабиринт
44. 1989 — Кому на Руси жить…
45. 1990 — А в России опять окаянные дни
46. 1990 — Война на западном направлении (ТВ)
47. 1990 — Карьер
48. 1990 — Смерть в кино
49. 1991 — За последней чертой
50. 1992 — Женщина в море
51. 1993 — Бездна, круг седьмой
52. 1993 — Троцкий
53. 1994 — Юри Румм
54. 1995 — Одинокий игрок
55. 1997 — Вадим (документальный)
56. 2000 — Обыкновенный большевизм (документальный)
57. 2002 — Ледниковый период
58. 2002 — Дневник камикадзе
59. 2002 — Марш-бросок
60. 2002 — Пятый ангел (ТВ)
61. 2003 — Баязет (ТВ)
62. 2004 — Штрафбат (ТВ)
63. 2004 — Весьегонская волчица
64. 2005 — Последний бой майора Пугачёва
65. 2005 — Охота на асфальте
66. 2006 — Красная комната
67. 2006 — Столыпин… Невыученные уроки (ТВ)
68. 2006 — Русский перевод (ТВ)
69. 2007 — Капкан
70. 2008 — Всё могут короли
71. 2008 — Мы из будущего
72. 2008 — Обитаемый остров
73. 2009 — Вольф Мессинг: видевший сквозь время (ТВ)
74. 2009 — Вердикт (ТВ)
75. 2009 — Разжатые пальцы
76. 2009 — Террористка Иванова (ТВ)
77. 2010 — У каждого своя война
78. 2010 — Смерть Вазир-Мухтара. Любовь и жизнь Грибоедова (ТВ)
79. 2011 — Достоевский (ТВ)
80. 2011 — Утомлённые солнцем 2: Цитадель (ТВ)
81. 2012 — Жизнь и судьба (ТВ)
82. 2012 — Страсти по Чапаю (ТВ)
83. 2013 — Всё началось в Харбине (ТВ)
84. 2013 — Пётр Лещенко. Всё, что было… (ТВ)
85. 2013 — Сын отца народов (ТВ)
86. 2014 — Григорий Р. (ТВ)

## Роли в кино
- 1975 — Крестьянский сын — ротмистр
- 1981 — Чёрный треугольник — Дмитрий Феоктистович Прилетаев, «Утюг»
- 1983 — Торпедоносцы — гвардии капитан, командир экипажа, позывной «Мак-5»
- 1995 — Одинокий игрок — «Пожилой», глава ипподромной мафии

Участие в телепередачах:
- 1987 — Четыре встречи с Владимиром Высоцким (документальный фильм режиссёра Эльдара Рязанова)
- 1996 — Чтобы помнили (авторская документальная телепрограмма Леонида Филатова). Вадим Спиридонов (выпуск 24)
- 1998 — Чтобы помнили (авторская документальная телепрограмма Леонида Филатова). Владимир Высоцкий (выпуск 41)
- 1999 — Обыкновенный большевизм (документальный фильм режиссёра Евгения Цымбала) — автор сценария

Телепередачи о Эдуарде Володарском:
- «Люди из железа Эдуарда Володарского» («Мир», 2021)[18]

## Награды и звания
- Заслуженный деятель искусств РСФСР (9 июня 1987) — за заслуги в области советского киноискусства[19].
- Государственная премия РСФСР имени братьев Васильевых (1986) — за сценарий фильма «Мой друг Иван Лапшин».
- Государственная премия СССР (1988) — за фильм «Проверка на дорогах».
- орден Почёта (15 апреля 2002) — за многолетнюю плодотворную деятельность в области культуры и искусства, большой вклад в укрепление дружбы и сотрудничества между народами[20].
- орден «За заслуги перед Отечеством» IV степени (18 октября 2011) — за большой вклад в развитие отечественного кинематографического искусства и многолетнюю творческую деятельность[21].
- Премия КГБ СССР — за сценарий фильма «Люди в океане».
- Золотая медаль им. А. П. Довженко.